# Michael McGarrity
Pour les articles homonymes, voir McGarrity.
Michael McGarrity, né en 1939, est un romancier américain, auteur de roman policier, de thriller et de western.

## Biographie
Michael McGarrity est titulaire d'une bourse de la Fondation Ford à l'université du Nouveau-Mexique. Il fait également des études à l'université d'État de San José.Il est diplômé d'honneur de la New Mexico Law Enforcement Academy. 
il travaille comme shérif adjoint du comté de Santa Fe.
En 1996, il publie son premier roman, Tularosa, premier volume d'une série mettant en scène Kevin Kerney, ex-chef des détectives à Santa Fe au Nouveau-Mexique. Avec ce roman, il est nommé pour le prix Anthony 1997 du meilleur premier roman et le prix Dilys 1997.
En 2012, avec Hard Country, il commence une trilogie consacrée à la famille Kerney.

## Œuvre

### Romans

#### SérieKevin Kerney
- Tularosa (1996)
  - Tularosa, Gallimard, coll. « Série noire » no 2530 (1999)  (ISBN 2-07-049655-4)
- Mexican Hat (1997)
- Serpent Gate (1998)
- Hermit’s Peak (1999)
- The Judas Judge (2000)
- Under the Color of Law (2001)
- The Big Gamble (2002)
- Everyone Dies (2003)
- Slow Kill (2004)
- Nothing But Trouble (2005)
- Death Song (2007)
- Dead or Alive (2008)
- Residue (2018)

#### TrilogieAmerican West
- Hard Country (2012)
- Backlands (2014)
- The Last Ranch (2016)

#### Autre roman
- Night in the City (2025)

## Prix et distinctions

### Nominations
- Prix Anthony 1997 du meilleur premier roman pour Tularosa[2]
- Prix Dilys 1997 pour Tularosa[3]